# رينا (إسبانيا)
بلدية رينا (بالإسبانية: Rena)‏, هي إحدى بلديات مقاطعة بطليوس, التي تقع في منطقة إكستريمادورا, والتي تقع في غرب إسبانيا.
يبلغ عدد سكانها 657 نسمة وفقاً لإحصائية سنة (2002).